# Добри оток
Добри оток је ненасељено острвце у хрватском дијелу Јадранског мора. Налази се у групи Паклених отока у средњој Далмацији око 0,5 km од рта Ковач на острву Свети Клемент. Његова површина износи 0,297 km², док дужина обалске линије износи 2,79 km. Административно припада Граду Хвару у Сплитско-далматинској жупанији.